# Saanenmöser (Pass)
Saanenmöser ist ein Schweizer Pass im Saanenland / Kanton Bern und zugleich ein Ortsteil der Gemeinde Saanen. Über die Passhöhe mit einer Höhe von 1279 m ü. M. führt die Hauptstrasse 11, die Zweisimmen und Saanen verbindet, sowie (mit einem 90 m langen Scheiteltunnel) die Montreux-Berner Oberland-Bahn. Der niedrigste Punkt der Passhöhe liegt südlich der Passstrasse auf einer Höhe von 1274 m.